# Formosa (Argentina)
 For alternative betydninger, se Formosa (flertydig). (Se også artikler, som begynder med Formosa)
Formosa er hovedstaden i den argentinske provins Formosa, som ligger i den nordøstlige del af Argentina, på grænsen til Paraguay. Byen ligger omkring 1.200 km fra Buenos Aires og omkring 150 km fra Asunción. Der bor omkring 222.226 (2010) mennesker i byen.